# Pascal Brodnicki
Pascal Victor Raymond Brodnicki (ur. 5 września 1976 w Lille) – francusko-polski kucharz, prezenter telewizyjny i autor książek kucharskich.

## Życiorys
Uczył się gotować we francuskich szkołach gastronomicznych. Pracował w wielu restauracjach, m.in. Chelsea Hotel w Nowym Jorku i Les Pyrénées we Francji. W 1991 po raz pierwszy przyjechał do Polski.
Od wiosny 2004 do grudnia 2009 prowadził w TVN program kulinarny Pascal: Po prostu gotuj!. Wiosną 2005 nadawany był również program Pascal Express, w którym przedstawiano przepis na jedno danie. Od listopada 2005 do połowy 2006 Brodnicki występował w kampanii reklamowej Knorr pod tytułem Kulinarny Świat według Knorr. Od kwietnia 2012 do wiosny 2014 prowadził program Smakuj świat z Pascalem, najpierw emitowany na TVN Style, a w wakacje 2012 również w TVN. Od sierpnia 2012 do sierpnia 2015 występował w kampanii reklamowej sieci sklepów Lidl z Karolem Okrasą pod nazwą Pascal kontra Okrasa.
Od maja 2016 prowadzi swój kulinarny kanał w serwisie YouTube, w którym prezentuje przepisy i triki kulinarne. W tym samym roku brał udział w pierwszej edycji programu rozrywkowego TVN Azja Express. W kwietniu 2022 poinformowano, że będzie gospodarzem programu TVN Tak smakuje »dziękuję«.

## Życie prywatne
Jest synem Francuzki i Polaka. Z Agnieszką Mielczarek ma syna Leo (ur. 14 maja 2008).

## Publikacje
- Po prostu gotuj!, premiera - 2 grudnia 2005[16]
- Po prostu mi to ugotuj!, premiera - 11 września 2006[17]
- Po prostu gotuj 2!, premiera - 26 listopada 2007[18]
- Dobre życie. Dieta i rozwój z coachem zdrowia (z Agnieszką Mielczarek), premiera - 19 listopada 2014[19]
- Kuchnia z pomysłem, premiera - 7 grudnia 2015[20]
- Tuba smaku, z Agnieszką Mielczarek, Agatą Stankiewicz, Danielem Brzezińskim i Michałem Gniłka (współtwórcy kanału Pascala Brodnickiego na YouTube, Tuby Smaku[10]) premiera - 10 października 2018[21]

## Filmografia

### Dubbing
- 2004: Iniemamocni
- 2012: Na tropie Marsupilami
- 2012: Asterix i Obelix: W służbie Jej Królewskiej Mości

### Role filmowe
- 2006: Tylko mnie kochaj jako kucharz (nie występuje w napisach)